# Eugene Thacker
Eugene Thacker   (segle XX) és un assagista i filòsof estatunidenc. És professor d'estudis de mitjans a The New School de la ciutat de Nova York. La seva escriptura està associada al nihilisme i al pessimisme filosòfic.

## Trajectòria
Thacker va obtenir un Bachelor of Arts a la Universitat de Washington i un Philosophiæ doctor en literatura comparada a la Universitat Rutgers. Abans d'ensenyar a The New School, va ser professor a l'Institut de Tecnologia de Geòrgia.

### Pensament
L'obra de Thacker s'ha associat amb el nihilisme i el pessimisme filosòfics, així com amb els corrents filosòfics contemporanis del realisme especulatiu i la col·lapsologia. Al seu breu llibre Cosmic Pessimism (2015) defineix el pessimisme com «la forma filosòfica del desencant». Com afirma Thacker: «El pessimisme és la cara nocturna del pensament, un melodrama de la inutilitat del cervell, una poesia escrita al cementiri de la filosofia».
El 2018, Repeater Books va publicar el llibre Infinite Resignation, que consta de fragments i aforismes sobre la naturalesa del pessimisme, barrejant allò personal i filosòfic. Thacker es relaciona amb escriptors com Thomas Bernhard, Emil Cioran, Osamu Dazai, Søren Kierkegaard, Clarice Lispector, Giacomo Leopardi, Fernando Pessoa i Arthur Schopenhauer. The New York Times va assenyalar que «Thacker ha organitzat una festa per a totes aquestes manies eloqüents, el llibre proporciona un munt de misèria i molta companyia».
La principal obra filosòfica de Thacker és After Life, publicada per University of Chicago Press el 2010. Thacker hi argumenta que l'ontologia de la vida opera a través d'una divisió entre «Vida» i «allò viu», fent possible un «desplaçament metafísic» en què la vida es pensa a través d'un altre terme metafísic, com ara temps, forma o esperit: «Tota ontologia de la vida pensa la vida en termes d'alguna cosa que no sigui la vida, forma i causalitat, o esperit i immanència». Thacker revisa aquest tema en Aristòtil, Dionís l'Areopagita, John Escot Eriúgena, la teologia negativa, Immanuel Kant i Georges Bataille, mostrant com aquest triple desplaçament és també viu en la filosofia actual. After Life també inclou comparacions amb la filosofia islàmica, japonesa i xinesa.
El següent assaig, Darklife: Negation, Nothingness, and the Will-to-Life in Schopenhauer discuteix l'ontologia de la vida en termes de negació, materialisme eliminatiu i «la relació inversa entre lògica i vida». Concretament, Thacker argumenta que la filosofia de Schopenhauer planteja una «vida fosca» en oposició a l'«ontologia de la generositat» dels pensadors idealistes alemanys com Hegel i Friedrich Schelling. Thacker també ha escrit en una línia semblant sobre el paper de la negació i del «no-res» en l'obra del filòsof místic Mestre Eckhart. En última instància, Thacker defensa un escepticisme respecte a la vida: «La vida no és només un problema de filosofia, sinó un problema per a la filosofia».
El llibre més llegit de Thacker és In the Dust of This Planet (2011), part de la seva trilogia Horror of Philosophy. En ell, Thacker explora la idea del «món impensable» tal com es representa en el gènere de la ficció de terror, en les filosofies del pessimisme i el nihilisme i en les filosofies del misticisme apofàtic. En el primer volum, In the Dust of This Planet, Thacker anomena l'horror de la filosofia «l'aïllament d'aquells moments en què la filosofia revela les seves pròpies limitacions, moments en què el pensament s'enfronta de manera enigmàtica a l'horitzó de la seva pròpia possibilitat». Thacker distingeix el «món per a nosaltres» (world-for-us, la visió del món centrada en l'ésser humà) i el «món en si mateix» (world-in-itself, el món tal com existeix objectivament), del que ell anomena «món sense nosaltres» (world-without-us): «el món sense nosaltres es troba en algun lloc intermedi, en una zona nebulosa que és alhora impersonal i horrible». En aquest i els altres volums de la trilogia Thacker escriu sobre un ampli ventall d'obres: H.P. Lovecraft, Algernon Blackwood, Edgar Allan Poe, Dante's Inferno, Els cants de Maldoror del Comte de Lautréamont, el mite de Faust, l'artista de manga Junji Ito, l'autor contemporani Thomas Lingornhorr, el terror de Caitlín Rebekah Kiernan, cinema, la filosofia de Schopenhauer, Rudolph Otto, el misticisme medieval (Mestre Eckhart, Àngela de Foligno, Joan de la Creu ), la filosofia oculta i la filosofia de l'Escola de Kyoto.
L'escriptura de Thacker sobre filosofia i terror s'estén al que ell anomena dark media, o tecnologies que medien entre allò natural i sobrenatural, i apunten al límit de la percepció i el coneixement humans. De la mateixa manera, Thacker ha escrit una sèrie d'assajos sobre la «necrologia», definida com la decadència o la desintegració del «cos polític». Thacker tracta de la pesta, la possessió demoníaca i els zombis, basant-se en la història de la medicina, la biopolítica, la teologia política i el gènere de terror.
Els treballs anteriors de Thacker adopten enfocaments de les filosofies de la ciència i la tecnologia i examinen la relació entre la ciència i la ciència-ficció. Moltes de les seves col·laboracions són desenvolupaments de la construcció social de la ciència i la tecnologia. Ha elaborat teoria sobre com els mitjans de comunicació informen i augmenten els processos biològics a través de diverses publicacions. En són exemples el seu llibre Biomedia (2004), i els seus escrits sobre bioinformàtica, nanotecnologia, biocomputació, sistemes adaptatius complexos, intel·ligència d'eixams i anàlisi de xarxes. El concepte de biomedia de Thacker es defineix de la següent manera: «Els biomèdia impliquen la recontextualització informàtica de components i processos biològics, amb finalitats que poden ser mèdiques o no mèdiques, i amb efectes tant culturals, socials i polítics com científics». Thacker aclareix: «Els biomèdia fan contínuament la doble demanda que la informació es materialitzi i depenen d'una comprensió del biològic com a informatiu però no immaterial». En el seu llibre The Global Genome: Biotechnology, Politics, and Culture de 2005, Thacker analitza els desenvolupaments en l'enginyeria de teixits on els aparells tecnomecànics desapareixen completament de manera que sembla que la tecnologia és el cos natural. En paraules de Thacker, «la biotecnologia és, per tant, invisible però immanent».
El 2013 Thacker, juntament amb Alexander Galloway i McKenzie Wark, va publicar el llibre Excommunication: Three Inquiries in Media and Mediation. A l'obertura del llibre els autors es pregunten «Tot el que existeix, existeix per ser presentat i representat, per ser mediatitzat i subsanat, per ser comunicat i traduït?».

### Altres obres
La poesia i la prosa de Thacker han aparegut en diverses antologies i revistes literàries. Thacker ha produït llibres d'art, i una antinovel·la titulada An Ideal for Living. A la dècada de 1990, Thacker, juntament amb Ronald Sukenick i Mark Amerika, va cofundar l'editorial Alt-X Press, per a la qual va editar l'antologia d'escriptura experimental Hard_Code. Thacker forma part del consell editorial de l'editorial Schism Press.
Thacker també ha col·laborat amb artistes i músics. El 1998 Thacker va produir un CD de noise publicat per Extreme Records i un CD compartit amb Merzbow i Masami Akita, El 2022 Thacker va col·laborar amb el compositor iranià Siavash Amini a l'àlbum Songs for Sad Poets publicat pel segell Hallow Ground.